# 埃蒂耶纳-加百利·摩莱里
摩莱里，姓名全称“埃蒂耶纳-加百利·摩莱里”（法語：Étienne-Gabriel Morelly，法語：[etjɛn gabʁjɛl mɔʁɛli]，1717年—1778年），18世纪中叶法国教育家、美学思想家、政治哲学家，空想社会主义者第一人。约1717年生于巴黎，约1778年去世。其真名及精确生卒年不详，摩莱里为笔名。有学者称，他与狄德罗可能是同一人 。直到20世纪初，其代表作《自然法典》一直被认为是狄德罗的作品。在这部书里，作者提出私有制是万恶之源，主张建立一个原始形式的乌托邦社会主义，带有平均主义与禁欲主义色彩的社会，幻想通过教育和立法来实现。
为了切断罪恶和社会弊端之源，他提出以下三种“基本而神圣的”法律思想：
- 取缔私有财产；
- 建立教育、社保互助的国家体系；
- 建立一种类似圣西门格言“各尽所能按劳分配”的协作体系。

根据《自然法典》的序言里阐述的先驱思想，早两年（1753年）刊行的另一本作者不详的《巴丝利亚之歌》（全名“Naufrage des îles flottantes ou Basiliade du célèbre Pilpai”）被认为也是他的作品。在这本书里，借Lichtenberger之口，作者提出了“18世纪最重要的社会主义乌托邦”。

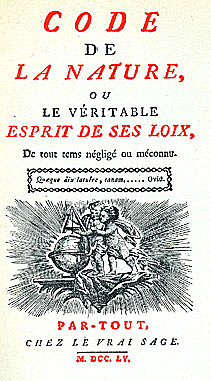
《自然法典》封面，1755年

虽然摩莱里寂寂无名，但他的著作具有重要影响，其激进思想震撼了同时代的人们，所揭示的共产主义社会组织，影响了巴贝夫、埃蒂耶纳·卡贝以及19世纪的社会主义乌托邦思想家。

## 作品
- 《人性论》, 1743
- 《人心论》, 1745
- 《王子，内心的快乐——论高尚国王和优秀政府系统的素质》, 1753
- 《自然法典》, 1755